# Don Kikas
Emílio Camilo da Costa, més conegut com a Don Kikas, és un cantant d'Angola nascut a Sumbe, Kwanza-Sud. Guanyador de diversos premis, com "Música do Ano" a Angola en 1997 pel tema Esperança Moribunda, "Disco do Ano" en 2000 per l'àlbum Xeque-Mate, "Kizomba do Ano" en 2000 pel tema Na Lama do Amor, "Voz do Ano" a Angola de l'any 2000.

## Biografia
Va començà a cantar en clubs i discoteques locals a Portugal amb 18 anys, i en 1994, va gravar el seu primer disc, Sexy Baby, llançat en 1995. En 1997 va treure el segon disc, Pura Sedução que va ser Disc de Plata a Portugal. El mateix any, "Esperança Moribunda" va rebre el premi "Música do Ano" atorgat per Rádio Nacional de Angola. Això li va permetre donar-se a conèixer a nivell internacional. El seu tercer disc, Xeque Mate, llançat el desembre de 1999, va produir un Kikas totalment renovat, ja que incloïa cançons gravades en tres països diferents i amb músics estrangers. Va aconseguir grans vendes i fou "Disco do Ano" d'Angola de l'any, la veu de l'any i els premis Kizomba de l'any. Kikas va llançar Raio X a l'octubre de 2003, que no va poder gaudir de l'èxit comercial dels llançaments anteriors, però encara va aconseguir dirigir-lo a nous mercats.
En 2005 va produir el nou disc Viagem, amb diversos registres d'estil que van del kizomba i zouk als més tradicionals kazukuta i kilapanga i mostra cantants com els capverdians Tito Paris i Johnny Ramos així com els angolesos Bonga i Deusa. En 2011 fou descrit com el músic angolès de kizomba més popular. En 2017 va actuar al Teatro Tivoli de Lisboa per tal de gravar el seu primer disc en directe.

## Discografia
- (1995) Sexy Baby
- (1997) Pura Sedução
- (1999) Xeque Mate
- (2003) Raio X
- (2006) Viagem
- (2011) Regresso a Base
- (2014) En Chamas